# Roberto Quiroz
Roberto Quiroz Gómez (* 23. Februar 1992 in Guayaquil) ist ein ecuadorianischer Tennisspieler.

## Persönliches
Quiroz wird von seinem Onkel, dem ehemaligen Weltklassespieler Andrés Gómez, trainiert. Auch sein Cousin Emilio Gómez ist Tennisspieler. Mithilfe eines Stipendiums studiert er von 2011 bis 2015 Sozial- und Wirtschaftswissenschaften an der University of Southern California in Los Angeles, Kalifornien.

## Karriere

### Junioren
Quiroz kann auf eine sehr erfolgreiche Karriere als Junior zurückblicken. An der Seite von Duilio Beretta gewann er 2010 das Juniorendoppel der French Open. Später im Jahr holte er den gleichen Titel bei den US Open. 2010 war er auch bei den Olympischen Jugend-Sommerspielen in Singapur aktiv. Im Doppel verlor er sein erstes Spiel.

### College
Quiroz spielte ab Frühjahr 2012 College Tennis für die USC Trojans und war bis Mai 2015 spielberechtigt. Mit seinem Doppelpartner Steve Johnson feierte er bereits nach kurzer Zeit einige Erfolge und platzierte sich auf Rang zwei der ITA-Doppelrangliste. Im Einzel gewann er 2012 und 2013 das Sandplatzturnier in Florida. Im Mai 2014 wurde er mit den Trojans amerikanischer Mannschaftsmeister. Im November 2014 wurde er an der Seite von Yannick Hanfmann amerikanischer Hallenmeister im Doppel.

### Profi
Sein erstes Einzel im Profitennis bestritt er im August 2007, als er beim Future-Turnier in Guayaquil seine Erstrundenpartie gegen Juan Sebastián Cabal verlor. Im November 2008 folgte sein Debüt auf der ATP Challenger Tour, wobei er in der Qualifikation an Jean-René Lisnard scheiterte. Dank einer Wildcard stand er im November beim Turnier von Guayaquil erstmals in der Hauptrunde eines Challengers. Er verlor sein Auftaktspiel gegen den Argentinier Mariano Zabaleta. 2014 gewann er in Maracaibo sein erstes Einzelturnier auf der Future Tour.
Wesentlich erfolgreicher verlief bislang seine Doppelkarriere. Bereits als 14-Jähriger gab er im November 2006 sein Debüt im Hauptfeld eines Challengers, wobei das erste Spiel gegen das Duo Fabio Fognini und Niko Karagiannis klar verloren ging. An der Seite seines Cousins Emilio Gómez gewann er im Oktober 2009 in Bauru sein erstes Future-Turnier. Bis heute feierte er sechs Turniersiege dieser Klasse. Im November 2011 siegte er an der Seite von Júlio César Campozano beim Doppelturnier von Guayaquil und feierte so seinen bislang größten Erfolg im Profitennis. Am 5. Dezember 2011 erreichte er mit Platz 316 der Weltrangliste seine höchste Platzierung.
Bei den Panamerikanischen Spielen 2011 holte er an der Seite von Júlio César Campozano die Silbermedaille im Herrendoppel.

### Davis Cup
Quiroz ist seit 2011 Teil des Davis-Cup-Teams seines Landes. Sein Debüt gab er im Juli gegen Kanada im Doppel an der Seite von Emilio Gómez. Das Match ging in drei Sätzen verloren. Im September 2012 erhielt er seine erste Chance im Einzel und entschied seine Partie gegen Jorge Panta in zwei Sätzen für sich. Sein zweites und bislang letztes Einzel verlor er gegen Michael Lammer im September 2013. Seine Bilanz (Stand: 28. Oktober 2014) lautet 1:1 im Einzel und 0:5 im Doppel.

## Erfolge
| Legende (Anzahl der Siege)  |
| Grand Slam                  |
| ATP World Tour Finals       |
| ATP World Tour Masters 1000 |
| ATP World Tour 500          |
| ATP World Tour 250          |
| ATP Challenger Tour (5)     |

### Doppel

#### Turniersiege
| Nr. | Datum             | Turnier         | Belag         | Partner               | Finalgegner                          | Ergebnis          |
| --- | ----------------- | --------------- | ------------- | --------------------- | ------------------------------------ | ----------------- |
| 1.  | 26. November 2011 | Guayaquil (1)   | Sand          | Júlio César Campozano | Marcel Felder Rodrigo Antônio Grilli | 6:4, 6:1          |
| 2.  | 17. April 2017    | San Luis Potosí | Sand          | Caio Zampieri         | Hans Hach Verdugo Adrián Menéndez    | 6:4, 6:2          |
| 3.  | 3. November 2018  | Guayaquil (2)   | Sand          | Guillermo Durán       | Thiago Monteiro Fabrício Neis        | 6:3, 6:2          |
| 4.  | 6. März 2021      | St. Petersburg  | Hartplatz (i) | Christopher Eubanks   | Jesper de Jong Sem Verbeek           | 6:4, 6:3          |
| 5.  | 24. Oktober 2021  | Bogotá          | Sand          | Nicolás Jarry         | Nicolás Barrientos Alejandro Gómez   | 6:74, 7:5, [10:4] |